# Antayaje
Antayaje, también conocido como Nueva Omacha, es un centro poblado, capital administrativa y sede de la Municipalidad de Omacha, en la Provincia de Paruro, Departamento de Cusco, bajo la administración del Gobierno regional de Cuzco, Perú.
Se encuentra a una altitud de 4 260 m s. n. m., Antayaje cuenta con una población de 295 habitantes, según los censos nacionales de 2017.

## Geografía
Ubicada en una zona frígida (Puna), las temperaturas medias oscilan entre 8.6°C. y 7.2°C.

### Economía y Cultura

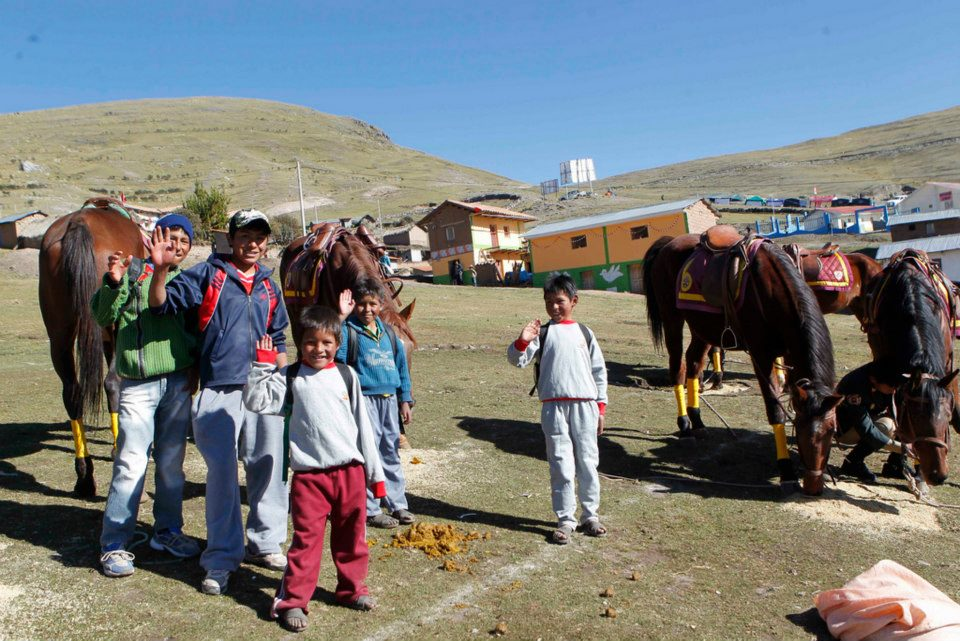
Afición Hípica.

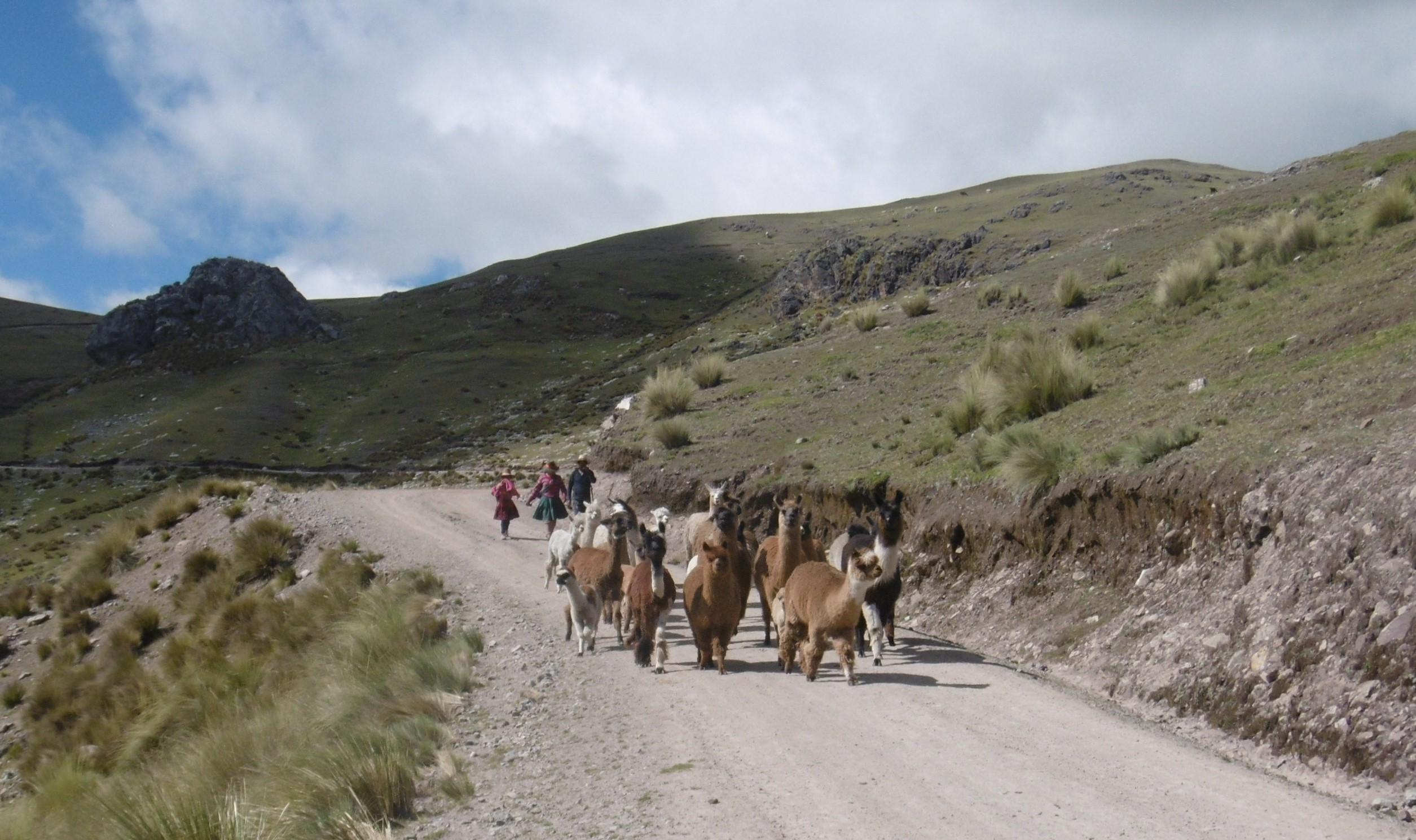
Llamas saliendo de Antayaje.

Según el mapa de pobreza en el Perú, es uno de los capitales de distritos donde la población vive en extrema pobreza tanto a nivel de todo el departamento del Cusco como a nivel nacional, siendo la agricultura y ganadería la base de la economía familiar; se tiene afición a la carrera de caballos y corrida de toros.

## Autoridades

### Municipal
- 2019 - 2022[3]
  - Alcalde: Alex Taylor Arias Ampa, de Fuerza Inka Amazónica.
  - Regidores:

  1. Wilfredo Arahuallpa Ampa (Fuerza Inka Amazónica)
  2. Jesús Arahuallpa Achahui (Fuerza Inka Amazónica)
  3. Ysaul Quispe Quispe (Fuerza Inka Amazónica)
  4. Yaned Guevara Cutipa (Fuerza Inka Amazónica)
  5. Aniceto Cencia Huaillani (Restauración Nacional)

## Festividades
- Virgen de la Natividad.
- Virgen del Rosario.
- Virgen Asunta.